# Parmotrema latissimum
Parmotrema latissimum är en lavart som först beskrevs av Fée, och fick sitt nu gällande namn av Hale. Parmotrema latissimum ingår i släktet Parmotrema och familjen Parmeliaceae.   Inga underarter finns listade i Catalogue of Life.